# Font Mil

La Font Mil, respecte del terme d'Abella de la Conca

La Font Mil és una font del terme municipal d'Abella de la Conca, a la comarca del Pallars Jussà, en territori del poble de Bóixols.
Està situada a 1.240 m d'altitud, al nord-est de Bóixols, a la dreta del barranc de Fontmil, a ponent de Cal Tinyola i a prop del Camí de Cal Cerdà.